# Jeff Janis
Jeffrey Ronald Janis (* 24. Juni 1991 in Tawas City, Michigan) ist ein ehemaliger US-amerikanischer American-Football-Spieler auf der Position des Wide Receivers. Er spielte von 2014 bis 2017 bei den Green Bay Packers in der National Football League (NFL). In der Off-Season der Saison 2018 wechselte er zu den Cleveland Browns.

## Highschool
Janis besuchte die Tawas Area High School. Er war Mitglied sowohl im Football- als auch im Basketballteam. Als Wide Receiver wurde er in die Schulauswahl berufen. Nach einer Verletzung wurde er auch als Runningback eingesetzt und im Seniorjahr führte er die Statistik im Laufspiel an.

## College
Jeff Janis wechselte an die Saginaw Valley State University, die er von 2009 bis 2013 besuchte und spielte dort für die Cardinals. Nachdem der in 2009 verletzungsbedingt (Redshirt) ausgefallen war, fing er in 2010 neun Pässe für 130 Yards und einem Touchdown. 2011 spielte er alle elf Spiele, acht davon als Starter. Er war Mannschaftsbester mit 968 Receiving Yards bei 48 Passfängen (20,2 i. D.) und 14 Touchdowns. In der Saison 2012 begann er in allen 11 Spielen als Starter und war landesweit zweiter mit 106 gefangenen Pässen und führte die DII Spieler mit 1.635 Receiving Yards. Beides waren neue SVSU Saisonbestmarken. Er fing 17 Touchdownpässe und war für die Auswahl zum "First-Team All-GLIAC" nominiert. In 2013 fing er 83 Pässe für 1.572 yards und 14 Touchdowns. Er wurde in das "First-Team All-GLIAC" berufen und war ein "First-Team AFCA Div. II All-American".
Seine Collegelaufbahn schloss er als zweitbester in der Geschichte der GLIAC mit 4.305 Receiving Yards ab.
Janis wurde 2014 eingeladen im Senior Bowl zu spielen.

### Statistik
| Year                   | Team   | G  | Passspiel | Passspiel | Passspiel | Passspiel | Passspiel | Laufspiel | Laufspiel | Laufspiel | Laufspiel | Laufspiel | Kick Returns | Kick Returns | Kick Returns | Kick Returns | Kick Returns |
| Year                   | Team   | G  | Rec       | Yds       | Avg       | Lng       | TD        | Att       | Yds       | Avg       | Lng       | TD        | Ret          | Yds          | Avg          | Lng          | TD           |
| ---------------------- | ------ | -- | --------- | --------- | --------- | --------- | --------- | --------- | --------- | --------- | --------- | --------- | ------------ | ------------ | ------------ | ------------ | ------------ |
| 2010                   | SVSU   | 10 | 9         | 130       | 14,4      | 28        | 1         | 3         | 16        | 5,3       | 15        | 0         | 2            | 40           | 20,0         | 20           | 0            |
| 2011                   | SVSU   | 11 | 48        | 968       | 20,2      | 76        | 14        | 2         | 17        | 8,5       | 14        | 0         | 0            | 0            | 0,0          | 0            | 0            |
| 2012                   | SVSU   | 11 | 106       | 1.635     | 15,4      | 73        | 17        | 1         | 15        | 15,0      | 15        | 1         | 0            | 0            | 0,0          | 0            | 0            |
| 2013                   | SVSU   | 12 | 83        | 1.572     | 18,9      | 95        | 14        | 4         | 49        | 12,3      | 25        | 2         | 5            | 71           | 14,2         | 27           | 0            |
| Gesamt                 | Gesamt | 44 | 246       | 4.305     | 17,5      | 95        | 46        | 10        | 97        | 9,7       | 25        | 3         | 7            | 111          | 15,9         | 27           | 0            |
| Quelle: athletics.svsu |        |    |           |           |           |           |           |           |           |           |           |           |              |              |              |              |              |

## NFL
Beim NFL Draft 2014 wurde Janis in der 7. Runde als 236. Spieler von den Green Bay Packers verpflichtet. Janis war der erste gedraftete Spieler der Saginaw Valley State Cardinals seit Guard Todd Herremans 2005 und der erste Wide Receiver in der Schulgeschichte, der gedraftet wurde. Dennoch war seine frühe Rolle im Team mehr in den Special Teams, weniger als Wide Receiver bei den Snaps.

### Saison 2015
Janis hatte seinen Durchbruch im Play-off-Spiel am 16. Januar 2016 gegen die Arizona Cardinals. Er fing 7 Pässe für 145 Yards und 2 Touchdowns, inklusive eines 41-Yard Hail Mary Pass von Aaron Rodgers im letzten Spielzug, der das Spiel in die Overtime brachte. Die Packers verloren jedoch 26:20 in der Overtime. 101 dieser Yards kamen aus dem letzten Drive der das Spiel ausglich. Janis fing außer der Hail Mary noch einen 60 Yard Pass beim 4. Down und 20 an der 4 Yard Linie der Packers.

### Saison 2016
Am 10. August 2016 brach sich Janis im Trainingscamp der Packers einen Knochen in der rechten Hand.

## NFL Statistiken
Regular Season
| Year            | Team              | G  | GS | Passspiel | Passspiel | Passspiel | Passspiel | Passspiel | Kick Returns | Kick Returns | Kick Returns | Kick Returns | Kick Returns | Fumbles | Fumbles |
| Year            | Team              | G  | GS | Rec       | Yds       | Avg       | Lng       | TD        | Ret          | Yds          | Avg          | Lng          | TD           | FUM     | Lost    |
| --------------- | ----------------- | -- | -- | --------- | --------- | --------- | --------- | --------- | ------------ | ------------ | ------------ | ------------ | ------------ | ------- | ------- |
| 2014            | Green Bay Packers | 3  | 0  | 2         | 16        | 8.0       | 9         | 0         | 0            | 0            | 0.0          | 0            | 0            | 0       | 0       |
| 2015            | Green Bay Packers | 16 | 0  | 2         | 79        | 39.5      | 46        | 0         | 14           | 406          | 29.0         | 70           | 0            | 0       | 0       |
| 2016            | Green Bay Packers | 16 | 11 | 11        | 93        | 8.5       | 25        | 1         | 6            | 119          | 19.8         | 28           | 0            | 0       | 0       |
| 2017            | Green Bay Packers | 16 | 0  | 2         | 12        | 6.0       | 12        | 0         | 0            | 0            | 0.0          | 0            | 0            | 0       | 0       |
| Gesamt          | Gesamt            | 51 | 11 | 17        | 200       | 11.8      | 46        | 1         | 20           | 525          | 26.2         | 70           | 0            | 0       | 0       |
| Quelle: NFL.com |                   |    |    |           |           |           |           |           |              |              |              |              |              |         |         |

Play-offs
| Year                               | Team              | G | GS | Passspiel | Passspiel | Passspiel | Passspiel | Passspiel | Kick Returns | Kick Returns | Kick Returns | Kick Returns | Kick Returns | Fumbles | Fumbles |
| Year                               | Team              | G | GS | Rec       | Yds       | Avg       | Lng       | TD        | Ret          | Yds          | Avg          | Lng          | TD           | FUM     | Lost    |
| ---------------------------------- | ----------------- | - | -- | --------- | --------- | --------- | --------- | --------- | ------------ | ------------ | ------------ | ------------ | ------------ | ------- | ------- |
| 2015                               | Green Bay Packers | 2 | 0  | 7         | 145       | 20.7      | 60        | 2         | 4            | 99           | 24.8         | 35           | 0            | 0       | 0       |
| 2016                               | Green Bay Packers | 3 | 0  | 0         | 0         | 0.0       | 0         | 0         | 3            | 77           | 25.7         | 33           | 0            | 0       | 0       |
| Gesamt                             | Gesamt            | 5 | 0  | 7         | 145       | 20.7      | 60        | 2         | 7            | 176          | 25.1         | 35           | 0            | 0       | 0       |
| Quelle: pro-football-reference.com |                   |   |    |           |           |           |           |           |              |              |              |              |              |         |         |